# Mount Bartle Frere
Mount Bartle Frere je nejvyšší hora Queenslandu v Austrálii, zdvihající se do výše 1622 metrů v pohoří Bellenden Ker Range. To patří do velkého horského systému Great Dividing Range. Sousední hora Mount Bellenden Ker (1593 m) je druhým nejvyšším vrchem země.

## Jméno
Je pojmenována po Siru Henrym Bartle Frereovi, britském koloniálním správci. Leží 70 kilometrů jižně od města Cairns, poblíž města Babinda.

## Přístup
Cesta na vrchol měří 7,5 kilometru a na některých místech je poměrně příkrá. Výstup na vrchol je však poměrně zrádný, již se zde ztratilo nebo zemřelo mnoho turistů. Hlavní příčinou je nepředvídatelné počasí. Nicméně zkušený lezec by neměl mít žádné problémy s dosažením vrcholu, vyrazí-li časně z parku Josephine Falls, jež je oblíbený místními chodeckými kluby a je nejlépe přístupný v suchých podzimních měsících, od srpna do října. Od úpatí k vrcholu je hora pokryta tropickým deštným pralesem.

## Podnebí
Mount Bartle Frere leží v pustině Bellenden Ker Range u rozvodí řeky Russell, a vrchol, není-li zakryt oblačností, nabízí pohled jak na pobřežní nížiny, tak na planiny Atherton. Roční úhrn srážek může dosáhnout až deseti metrů. Známé jsou zde rovněž náhlé změny počasí.